# Zagazig
(Ez) Zagazig of Zakazik (Arabisch: الزقازيق; Az-Zaqāzīq) is een stad in Beneden-Egypte, in het oostelijke deel van de delta van de Nijl, die de hoofdstad vormt van het gouvernement Ash Sharqiyah. De naam is afkomstig van een stam van de Himjarieten, die zich in de 3e eeuw in Egypte vestigden rond de stad Bubastis.
Het inwonertal bedraagt bijna 300.000 personen. De stad ligt op 76 kilometer van Caïro, waarmee het is verbonden door een spoorlijn.
De stad werd gesticht in 1830 aan het Ismailia-kanaal en het Al-Mo'izz-kanaal (het oude Tanitisch kanaal van de Nijl). Door haar locatie in dit zeer vruchtbare gebied groeide de stad uit tot een centrum voor de katoen- en graanhandel. Er verrezen grote katoenfabrieken en in de koloniale tijd hadden vele Europese handelaren er een kantoor.
In het kleine stadje Chraib Rznh nabij Zagazig werd in 1841 de latere generaal Ahmed Urabi geboren, die in 1882 de opstand tegen de Britten leidde. Voor hem werd later een klein museum (Orabimuseum) in de stad ingericht, waar zich ook enkele archeologische tentoonstellingen bevinden. De journaliste, filosofe en sociaal-criticus Salama Moussa werd in Zagazig zelf geboren.
In de stad bevindt zich de Zagaziguniversiteit, een van de grootste universiteiten van Egypte. Ook bevindt zich er een dependance van de Al-Azhar Universiteit, de grootste islamitische universiteit ter wereld.

## Bubastis
Op 3 kilometer ten zuidoosten van de stad bevinden zich de ruïnes van de stad Bubastis, dat de hoofdstad vormde van de 18e nomos en de bakermat van de Bastet-kattencultuur. De stad vormde tevens de hoofdstad van Egypte tijdens de 22e en 23e dynastie. Er bevinden zich ruïnes van de tempels die werden gebouwd door Osorkon II en Nectanebo II en catacomben waar de heilige katten werden begraven (achter een kapel) uit de tijd van Pepi I.